# Gyorsétterem
A gyorsétterem abban tér el az átlagos éttermektől, hogy a rendelést követően egy-két perc alatt kiszolgálják vendégeiket, a kiszolgálást pedig minimális szinten tartják (= önkiszolgálás). A gyorsétterem kifejezést az utóbbi években negatív színben feltüntető események miatt a cégek már hivatalosan gyorskiszolgáló-étteremként definiálják kereskedelmi egységeiket.
Az ételek általában mélyhűtött alapanyagokból, jól kidolgozott néhány másodperces főzési folyamat alatt készülnek el. A legtöbb gyorsétterem franchise rendszerben működik, ami logisztikai szempontból különösen előnyös. A nemzetközi gyorsétterem láncokon kívül sok apróbb, magánszemélyek által fenntartott egység is üzemel, melyek esetleg még ülőhelyeket sem biztosítanak vásárlóiknak.
Mivel egy gyorséttermet viszonylag kis tőkével is el lehet indítani, főként a nagyvárosokban számos, egészségügyileg nehezen ellenőrizhető kifőzde, kioszk működik szerte a világon.
Magyarországon a gyorsétterem jelentést az amerikai gyorséttermekkel, különösen a McDonald’s-szal azonosítják.[forrás?]

## A gyorséttermek története
A hamburger megjelenésével kezdett terjedni a gyorsétterem-láz, először az Egyesült Államokban. Kezdetben a hamburger és a hot dog volt az elsődleges termékük. Az első gyorséttermet a White Castle cég nyitotta 1921-ben. Az elkövetkező évtizedekben a kínálati palettán a hamburger mellé felzárkóztak a mexikói ételek és a pizzák is.
A világ legnagyobb ilyen típusú lánca a McDonald’s, melynek neve mára egybeforrt a „gyorsétterem” fogalmával: 1954-ben Ray Kroc megvásárolta a franchise jogokat az alapító Richard és Maurice McDonaldtól. Ő dolgozta ki a ma ismert McDonald’s éttermek működésének elveit, és az azóta is alapvető kínálatot: hamburger, sültkrumpli, üdítő.

## Nemzetközi hálózatok

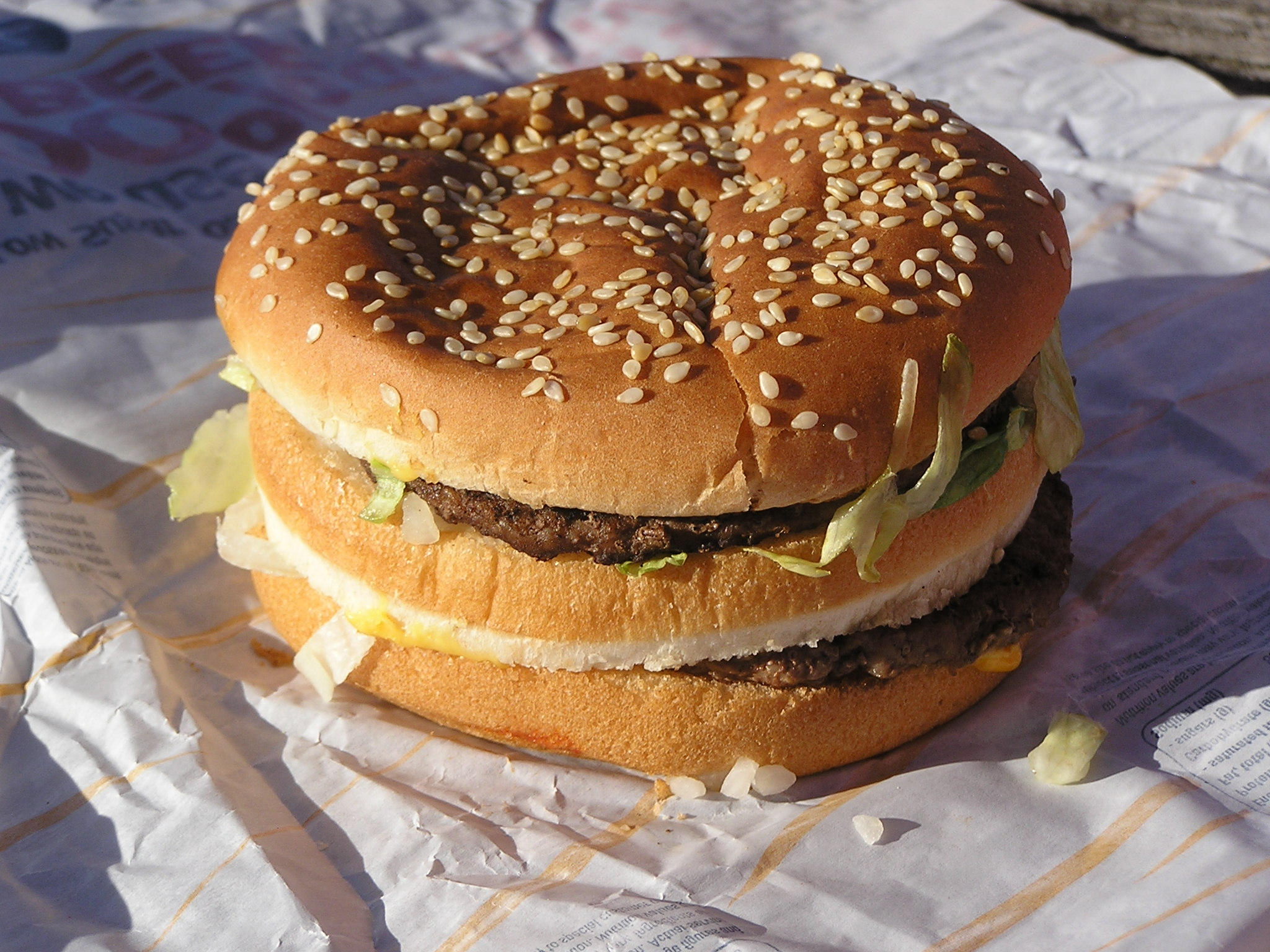
A McDonald’s Big Mac szendvicse

A McDonald’s sikerét követően sorra jöttek létre az ismert hálózatok: a Wendy's, KFC (Kentucky Fried Chicken), Taco Bell, Burger King, Pizza Hut, Jollibee.

## A gyorsétterem jellemzői
A gyorséttermek elsősorban az "elvitelre" kért élelmiszerek forgalmazására jöttek létre, a legtöbb étteremben anélkül is vásárolhatnak az emberek, hogy ki kellene szállniuk autóikból. Persze az igényekhez alkalmazkodva lehetőség van a helyben történő fogyasztásra is. Sűrűn lakott városokban már házhozszállítást is vállalnak.
A gyorséttermek fontos jellemzője, hogy „önkiszolgáló” rendszerben működnek, vagyis nincsenek pincérek, a vásárlók maguk viszik asztalaikhoz az előre kifizetett termékeket, és fogyasztás után önként helyezik a tálcákat a kijelölt gyűjtőhelyekre.
A legtöbb „hagyományos” gyorsétterem kínálata igen hasonló, persze minden nagy márka igyekszik kifejezésre juttatni különleges profilját. A leginkább elterjedt gyors-ételek: szendvics, pita, hamburger, sültcsirke, sültkrumpli, nugget, taco, pizza, fagylalt. Bár sok gyorsétterem forgalmaz „lassabb” ételeket is, így csilit és salátákat. Gyakran készítik el különleges ízvilágok, így a kínai vagy indiai konyha termékeinek „meggyorsított” változatát.
De nem csak az ilyen típusú vendéglátást nevezzük gyorsétteremnek: a benzinkutakon és szupermarketekben kapható előre csomagolt szendvicsek és saláták, vagy helyben sütött péksütemények szintén ebbe a kategóriába tartoznak.

## Globalizáció
A nemzetközi gyorsétterem-láncok legtöbbje az Egyesült Államokból indult. Éppen ezért gyakran célpontjai a globalizációt, vagy az USA politikáját ellenző csoportok megmozdulásainak. 2005-ben Irak amerikai megszállása ellen tiltakozó aktivisták felgyújtották a KFC helyi éttermeit.
Ugyanakkor a nemzetközi cégek igyekeznek alkalmazkodni (helyi franchise üzletfeleik útján) a sokszor egészen speciális körülményekhez: például Indiában a hagyományos marhahús helyett a McDonald’s bárányhúsból készíti hamburgereit, és természetesen Izraelben és muszlim országokban nem forgalmaznak sertéshúsból készült termékeket.

## Tápanyag, tartalom
Mivel a gyorséttermek kínálata a gyors kiszolgáláson, az alacsony árakon és a tömegtermelésen alapul, termékeikhez speciálisan erre a célra kifejlesztett és termelt alapanyagokat használnak. A hozzáadott tartósítószerek tovább rontják ezen élelmiszerek tápanyag-tartalmát.
2004-ben dokumentumfilm készült (Super Size Me), melyben a főszereplő 30 napig kizárólag a McDonald’s által forgalmazott élelmiszert fogyasztott, és minden testedzést felfüggesztett. Az eredmény figyelemre méltó volt: hirtelen testsúly-növekedés és az egészségi állapot radikális romlása.
A film hatására a McDonald’s felfüggesztette a „Super Size” méretű óriásmenük forgalmazását, és a többi gyorsétterem-lánccal együtt igyekszik visszaszerezni jóhírét, különböző, az egészséges életmódot népszerűsítő kampányokkal és jótékonysági akciókkal.